# See See Rider Blues
See See Rider Blues även känd som See See Rider och C.C. Rider, Roud 10056, är en populär bluestolva först inspelad av Gertrude "Ma" Rainey 1924, senare känd som Elvis Presleys öppningslåt under hans konserter på 1970-talet.